# Залізнична вулиця (Київ, Солом'янський район)
Залізни́чна ву́лиця — вулиця в Солом'янському районі міста Києва, місцевість Караваєві дачі. Пролягає від Вічової до Польової вулиці.

## Історія
Вулиця виникла наприкінці 20-х років XX століття. Під сучасною назвою відома з 1931 року, з 1946 року — Залізничний бульвар. Первісну назву відновлено 1962 року через відсутність бульварних насаджень.

## Забудова
Забудова існує лише з парного боку вулиці, адже вздовж непарного боку проходить залізниця. Забудова — малоповерхова приватна, переважно 1940–70-х років.